# 瑞士意大利语区

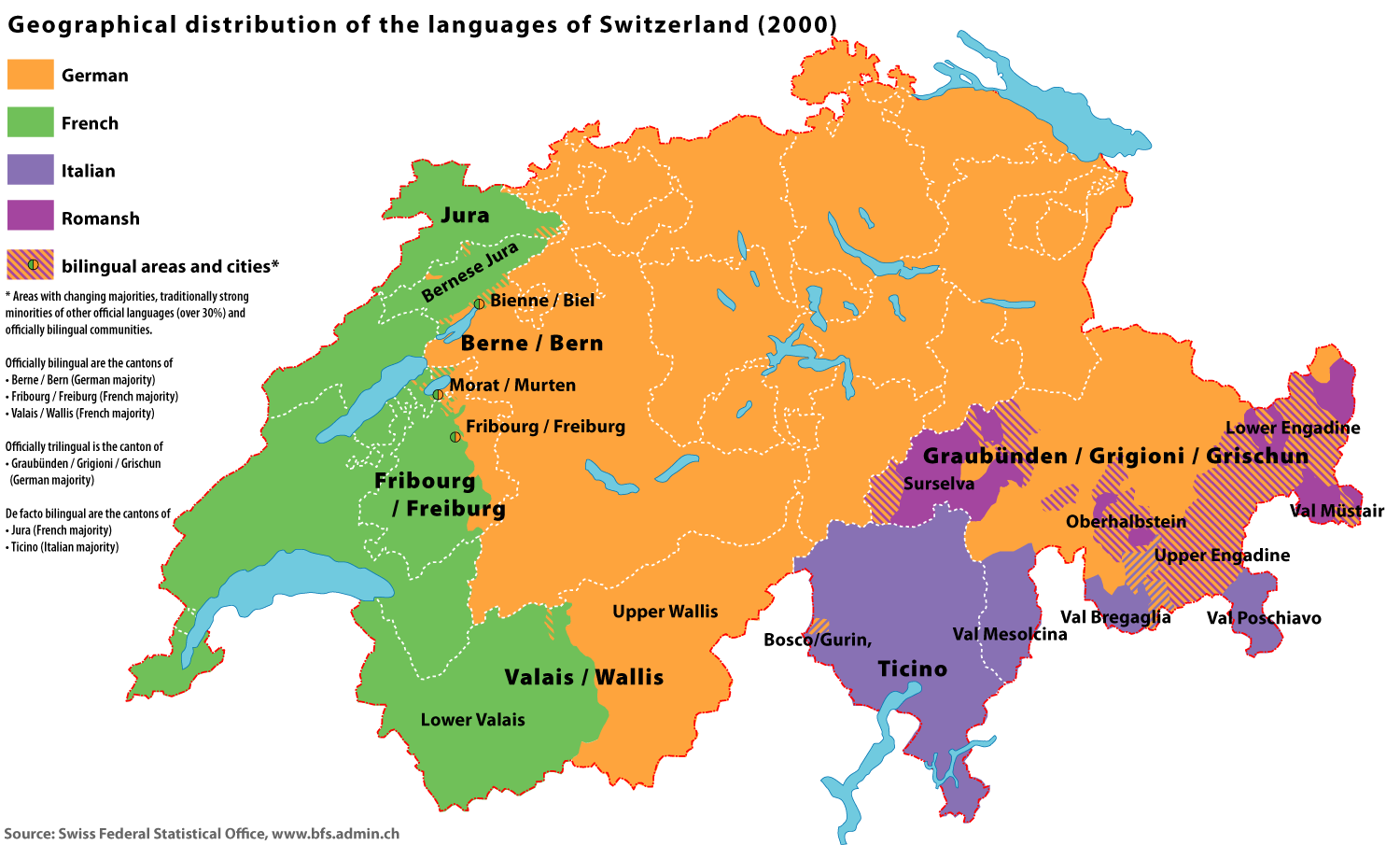
瑞士各语区地图，右下角的紫色区域为意大利语区

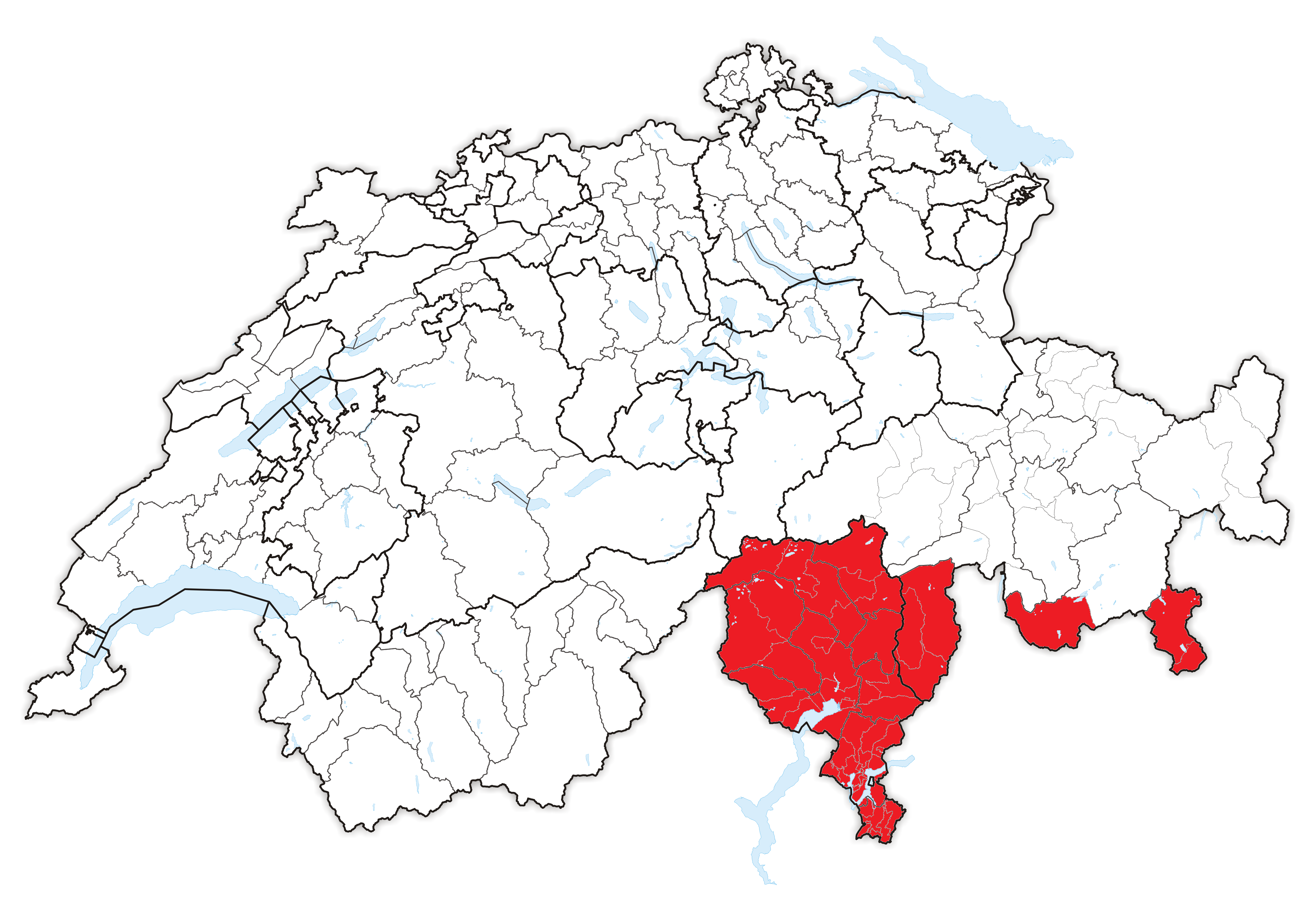
图中红色区域为瑞士意大利语区

瑞士意大利语区（義大利語：Svizzera italiana）是瑞士联邦的地理区域，由意大利语占主导地位的地区组成，但并非正式的行政区划。瑞士意大利语区由提契诺州全境和格劳宾登州南部组成，截至2017年人口为36万左右，约占瑞士总人口的6％。提契诺州的首府贝林佐纳拥有大约63,000名居民，是瑞士意大利语区最大的城市，也是意大利之外最大的意大利语城市。 
意大利语是瑞士的官方语言之一，与德语和法语在法律上享有同等地位（罗曼什语是瑞士的第四种官方语言，但是仅在与讲罗曼什语的公民交流时具有官方语言的地位）。

## 地理

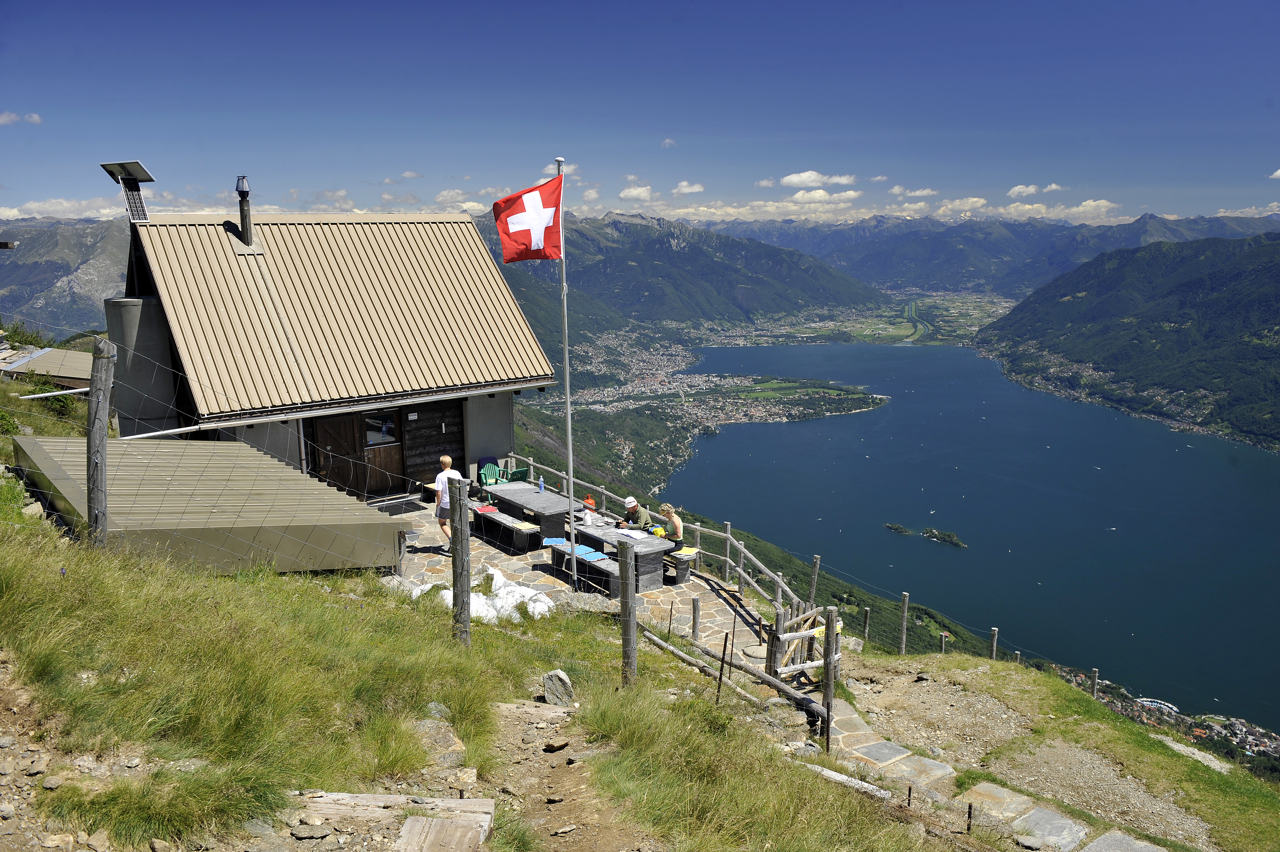
从提契诺州布里萨戈的山中小屋俯瞰马焦雷湖

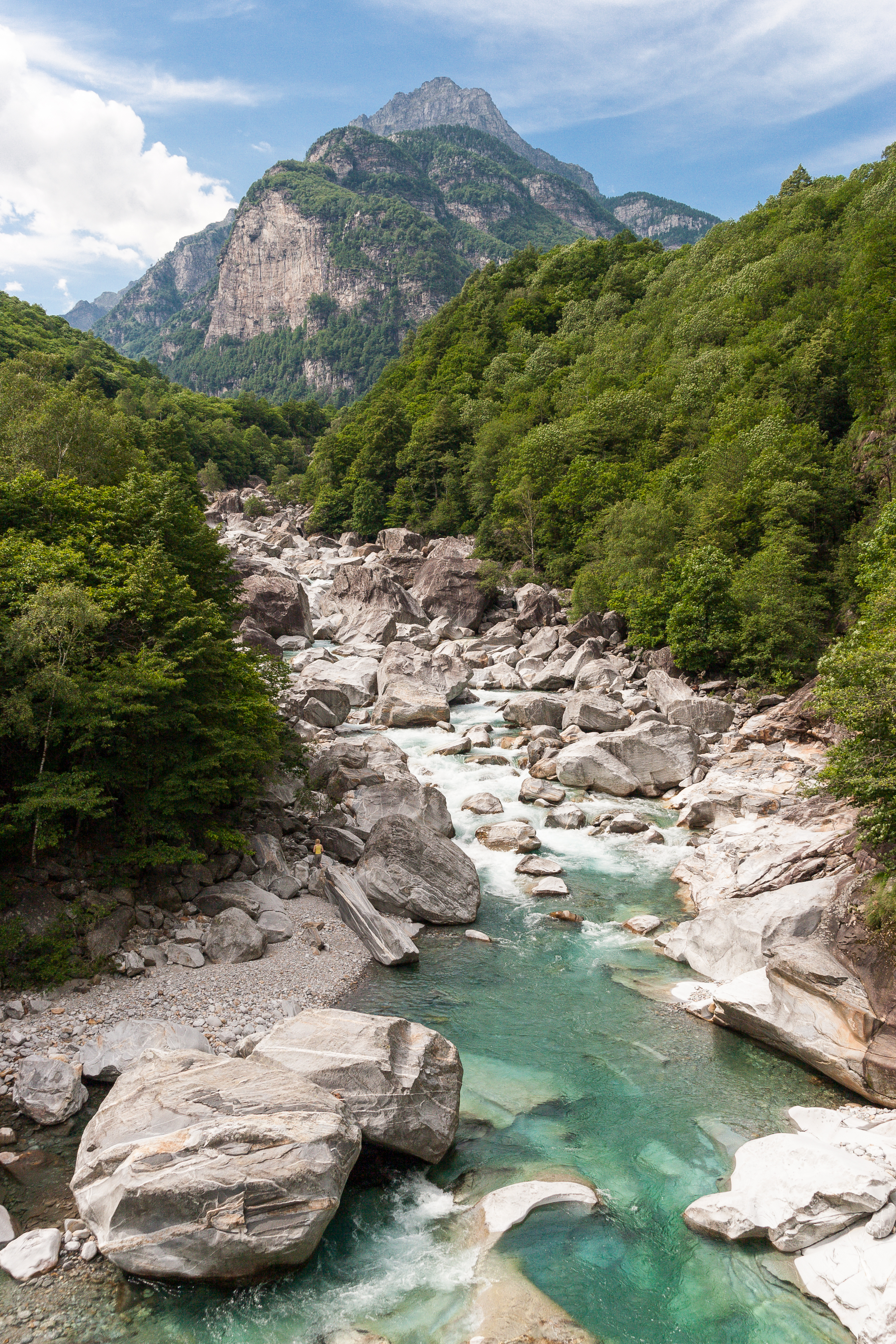
提契诺州的韦尔扎斯卡山谷

瑞士意大利语区的主要组成部分是提契诺州，除此之外还包括格劳宾登州的布雷加利亚谷、卡兰卡谷、梅索科谷和波斯基亚沃谷等区域。提契诺州南部属于米兰都市区。 
瑞士意大利语区位于阿尔卑斯山南麓，南部与意大利接壤，北部和东北部与瓦莱州和乌里州接壤。金皮庸是意大利在提契诺州的外飞地，與意大利本土相距僅約1公里。提契诺州的面积为2812平方公里，相当于瑞士总面积的7％。提契诺州大约四分之一的面积是非生产性的（即树木或农作物无法生长），而森林占该州面积的三分之一。主要湖泊有马焦雷湖和卢加诺湖。
瑞士意大利语区植物种群丰富，拥有其他地区少有的广阔的欧洲栗森林。提契诺州还生长着大量棕榈树、柏树和其他许多地中海植物，被称为“瑞士的太阳房”。与提契诺州不同，格劳宾登州的意大利语区域以高山动植物为主。

## 文化

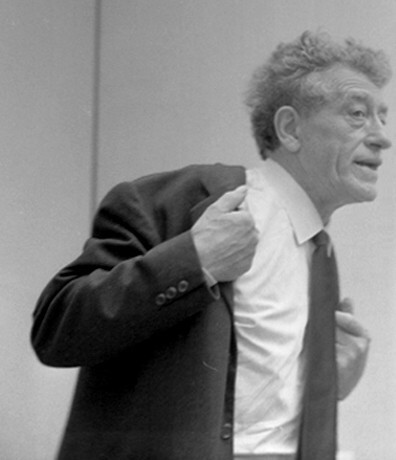
阿尔伯托·贾科梅蒂（左）在威尼斯双年展上，摄于1962年

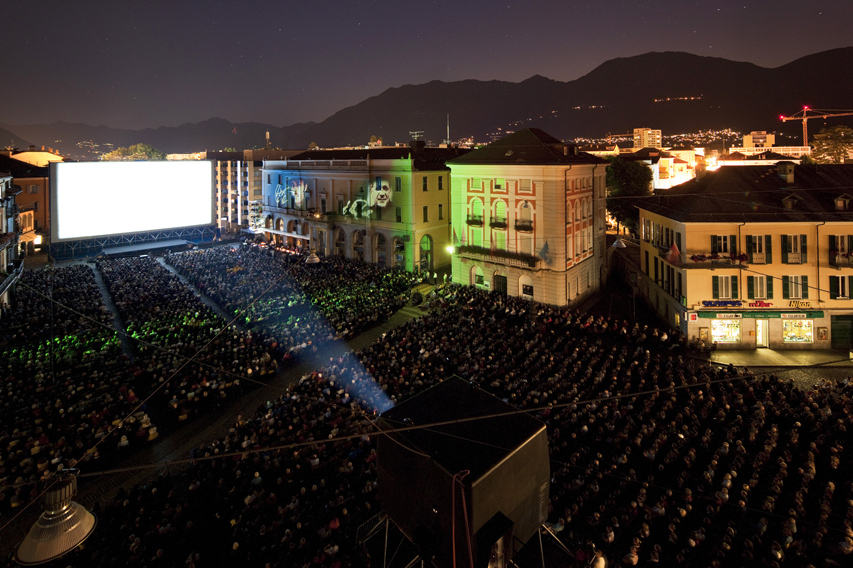
洛迦诺电影节在大广场（Piazza Grande）放映电影

瑞士意大利语区在文化领域与北意大利联系最为紧密，与瑞士其他三个语言区的交流也很频繁。该地区在历史上就存在着二元性，即政治上属于瑞士，文化上贴近意大利。
瑞士意大利语区文化的代表，首推来自格劳宾登州贝盖尔山谷斯坦帕的贾科梅蒂家族，特别是艺术家阿尔伯托·贾科梅蒂。出生于门德里西奥的建筑师马里奥·博塔享誉世界，设计了巴塞尔国际清算银行第二总部、特拉维夫辛巴利斯塔犹太会堂和犹太遗产中心和旧金山现代艺术博物馆等建筑。还有许多知名文化人物曾在瑞士意大利语区生活：诗人和作家赫尔曼·黑塞在蒙塔尼奥拉隐居和逝世（当地还有赫尔曼·黑塞博物馆），心理学家埃里希·弗罗姆和画家保罗·克利晚年在穆拉尔托居住，作家埃里希·玛利亚·雷马克将洛迦诺视为第二故乡并逝世于此。
瑞士意大利语区的知名文化事件和场所还有2015年建成的卢加诺艺术文化中心，创立于1946年的洛迦诺电影节和创立于1985年，每年六月底举办的，为期十天的阿斯科纳爵士音乐节。 

## 历史

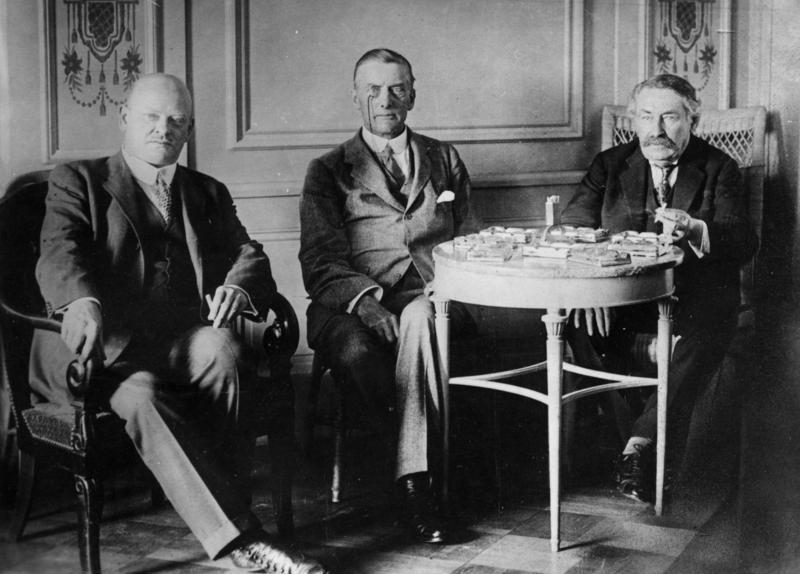
1925年洛迦诺公约签订，瑞士意大利语区成为欧洲外交中心。图中从左至右为时任德国外交部长施特雷泽曼、英国外相张伯伦和法国总理白里安

1512年到1797年之间，三同盟自由州和瓦尔泰利纳山麓等意大利语区域属于旧瑞士邦联的势力范围。拿破仑战争以后，旧瑞士邦联失去了意大利语区领土和人口的很大一部分，严重削弱了原意大利语区的地域团结，也导致现在的瑞士意大利语区由三个不接壤的区域构成。瑞士意大利语区在18世纪成为欧洲启蒙思想传播中心之一，而且由于提契诺州的新闻自由程度比意大利高，因此在19世纪意大利统一运动之前它也是重要的印刷出版中心。
1803年，提契诺州加入瑞士联邦，意大利语成为与德语和法语地位相同的官方语言。几十年来，该州几种政治势力，主要是自由民主势力与教权势力，围绕提契诺州首府选址问题进行了争斗。直到1878年，各势力才达成一致，在卢加诺、洛迦诺和贝林佐纳之间选择贝林佐纳作为首府。圣哥达铁路隧道开通于1880年，由银行家阿尔弗里特·爱舍与其在苏黎世创立的瑞士信贷集团出资建设。圣哥达隧道的开通加速了提契诺州的工业化进程，并使该州成为连接欧洲南北的重要交通枢纽。
1925年，欧洲多国签订洛迦诺公约，洛迦诺成为当时欧洲外交的中心。该公约使欧洲各国与第一次世界大战的战败国德国恢复正常关系，并促使德国于次年加入国际联盟。各国均同意公约签订地点位于中立的瑞士，而因为当时的德国还不是国际联盟的成员，不想在日内瓦进行谈判，所以最后选择了邻近意大利的洛迦诺。会议地点原名“Palazzo del Pretorio”在会议结束后被改为“Via della Pace”（和平街）。
受到意大利影响，瑞士意大利语区金融和银行业发展稳健，卢加诺自20世纪下半叶以来成为仅次于苏黎世和日内瓦的瑞士第三大金融中心。卢加诺机场建成于1938年，2016年旅客总数为176,000人。

## 主要城市
| 排名 | 城市名称   | 人口数量 |
| ---- | ---------- | -------- |
| 1.   | 卢加诺     | 63,494   |
| 2.   | 贝林佐纳   | 43,181   |
| 3.   | 洛迦诺     | 16,012   |
| 4.   | 门德里西奥 | 14,914   |

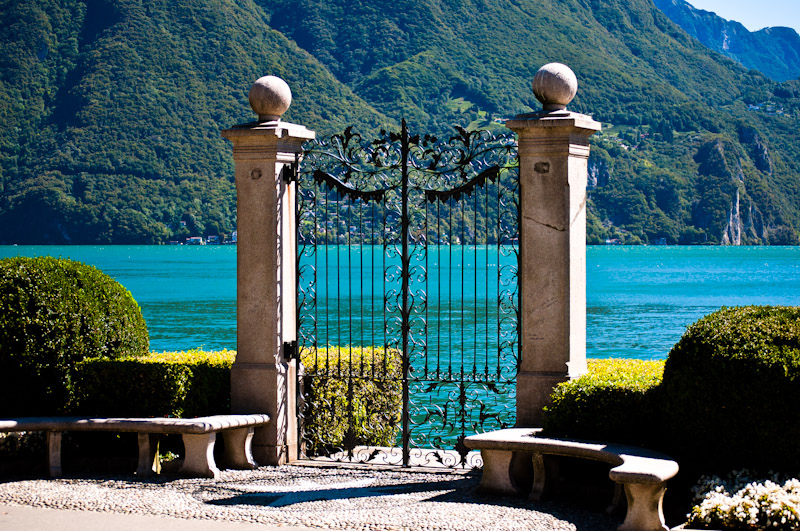
瑞士意大利语区最大城市卢加诺的林荫道

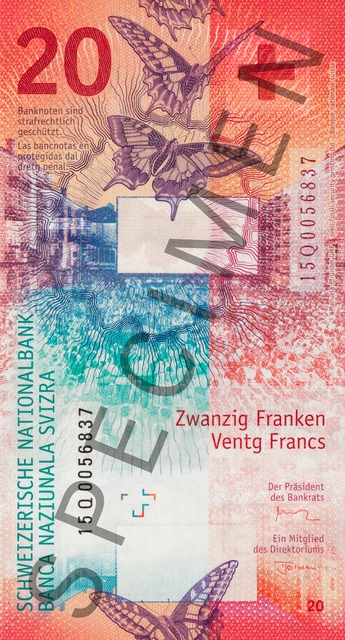
2016年第九版瑞士法郎，背面图案为洛迦诺电影节大广场

卢加诺位于提契诺州南部，在历史上就是瑞士意大利语区的经济和文化中心。卢加诺是瑞士人口第九多的城市，2017年12月31日人口为63,494。卢加诺还拥有众多州立博物馆和瑞士意大利语区唯一的公立大学瑞士意大利語區大學。卢加诺也是距离欧洲大都市最近的瑞士城市，属于米兰都市圈。
贝林佐纳是提契诺州的首府，也是该州北部地区的中心。在19世纪初，这座城市成为瑞士最重要的交通枢纽之一，但在圣戈特哈德铁路开通以后，一直到20世纪中叶，该市的社会经济面貌才发生较大改变。
洛迦诺位于马焦雷湖北岸，是瑞士意大利语区的第三大城市，在19世纪作为国际旅游业中心而得到发展。 洛迦诺电影节创立于1946年，是瑞士举办最早和最大的国际电影节，2017年后该电影节的的举办地“大广场”成为20瑞士法郎钞票的背面主题。
门德里西奥在提契诺州南部，是瑞士和北意大利之间文化沟通的重要桥梁。1996年以后，门德里西奥成为瑞士意大利語區大學建筑学院所在地。